# Немерчанський парк
Немерча́нський парк — парк-пам'ятка садово-паркового мистецтва загальнодержавного значення, що розташовується у селі Немерче Могилів-Подільського району Вінницької області. Перебуває у користуванні Немерченської сільської ради.

## Історія
Парк був створений 1886 року. У 18 столітті у будинку на території парку розташовувалась дослідницько-селекціонна станція. Ініціатива створення парку належала працівникам станції К. Бушинському, М. Лонжинському та І. Орловському. У долині балки розташовувались джерела, на цих територіях були створені ставки. Посеред верхнього ставка створили штучний острів, де розмістилась альтанка. Ця частина пам'ятки не збережена. В 1957—1958 роках була створена нова частина парку перед фасадом старовинного будинку. Немерчанський парк було оголошено парком-пам'яткою садово-паркового мистецтва загальнодержавного значення згідно з постановою колегії Держкомітету Ради Міністрів УРСР по екології і раціональному природокористуванню від 30.08.1990 року № 18. Положення про парк-пам'ятку садово-паркового мистецтва загальнодержавного значення «Немерчанський парк» було затверджено від 12 жовтня 2012 року № 522.

## Опис
Природоохоронна територія розташована у Новоушицько-Муровано-Куриловецькому геоботанічному районі, в якому переважають грабово-дубові та дубові ліси. На схилах балок розташовані орні землі. Загальна площа парку становить 20 гектарів. З них 9,6 гектарів — озеленена площа Немерчанського парку. На 35,4 % озелененої території зростає ясен звичайний, галявини та луки займають 18,8 % площі, на 21,9 % території не переважає жоден вид рослинності. Плодовий сад розташовується на 12,5 % озелененої площі Немерчанського парку, по 5,7 % відведено для зростання дуба звичайного та алейних та рядових посадок. Зростають два дерева дуба черешчатого, вік яких перевищує 200 років. Основою парку були природні дубові ліси та штучні створені паркові угрупування. Парк був заснований на природному лісовому масиві, що розміщувався на схилах поблизу річки Лядової. Розташовувались і три ставки, в яких була створена система гребель. На території парку зростають ясени, яким більше 200 років. Є дерева сосни Веймутової, декілька форм глоду. Представлені декоративні форми яблуні. Всього на території парку зростають близько 60 форм та видів чагарників та дерев. Містяться екзоти та представники місцевих видів рослин. Зростають черешні. Між прогулянковими доріжками паркової території розташовані ялини звичайні, дуби пірамідальні, дуб червоний, бузок, клен, липа, верба вавилонська. Алеї парку оформлені огорожею із самшита. Немерчанський парк належить до малих за розмірами садово-паркових ансамблів. Збереглись джерела, які свідчать, що однією з причин заснування парку була необхідність збереження популяції орлана-білохвоста та букового пралісу.